# Bảo vệ rừng

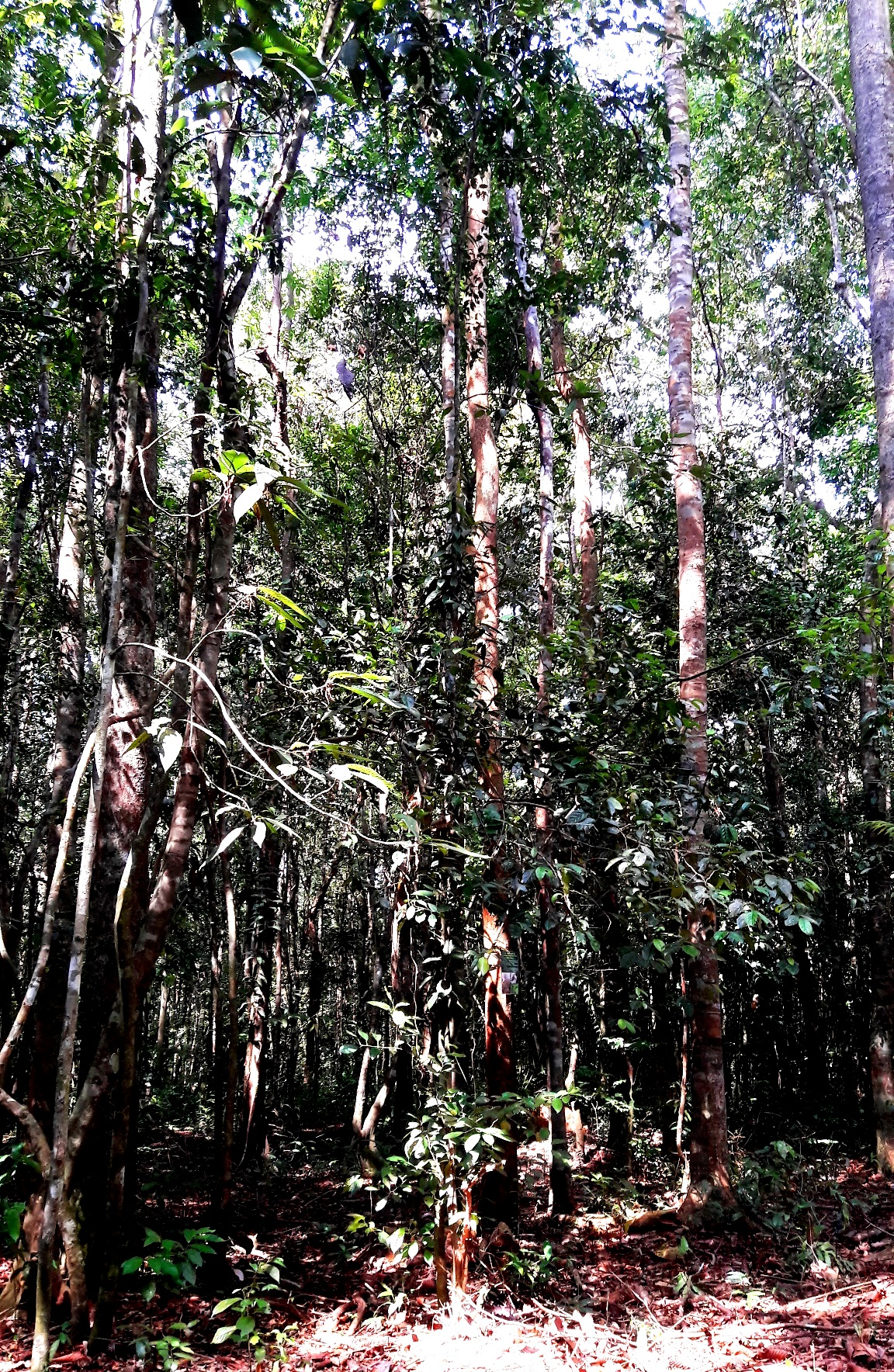
Khu rừng Mã Đà ở Việt Nam

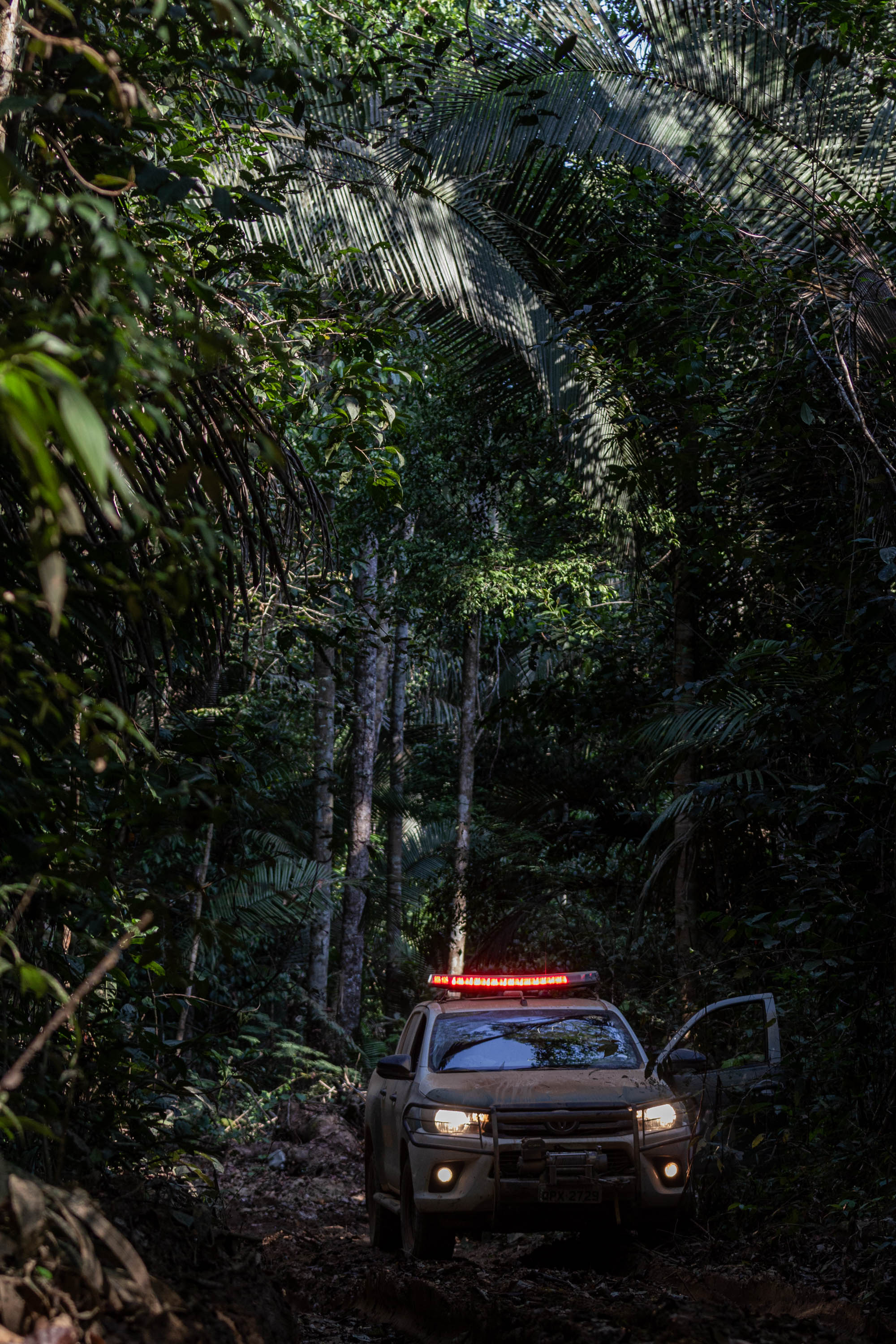
Lực lượng bảo vệ rừng ở Rondônia

Bảo vệ rừng (Forest protection) là một ngành lâm nghiệp liên quan đến việc bảo tồn rừng hoặc cải thiện rừng cũng như phòng ngừa và kiểm soát thiệt hại đối với rừng do các nguyên nhân tự nhiên hoặc do con người gây ra như cháy rừng, loài gây hại và các điều kiện khí hậu bất lợi từ sự nóng lên toàn cầu và biến đổi khí hậu. Công tác bảo vệ rừng cũng có địa vị pháp lý và thay vì chỉ bảo vệ khỏi những kẻ phá hoại rừng, nó được coi là rộng hơn và bao gồm cả bệnh lý rừng. Do sự nhấn mạnh khác nhau nên tồn tại các phương pháp bảo vệ rừng khác nhau. Ở các nước nói tiếng Đức, việc bảo vệ rừng sẽ tập trung vào các yếu tố sinh học và phi sinh học không liên quan đến tội phạm. Một khu rừng được bảo vệ không giống như một rừng phòng hộ. Những thuật ngữ này có thể gây ra một số nhầm lẫn trong tiếng Anh, mặc dù chúng rõ ràng hơn ở các ngôn ngữ khác. Các hình thức lạm dụng do con người gây ra mà hoạt động bảo vệ rừng tìm cách ngăn chặn, giảm thiểu bao gồm:
- Việc thâm canh không bền vững và khai thác gỗ bừa bãi
- Ô nhiễm ở những vùng đất rừng
- Tốc độ đô thị hóa do bùng nổ dân số và kết quả là mở rộng đô thị

Một số phương pháp bảo vệ rừng ít thành công hơn đã được thử nghiệm, chẳng hạn như buôn bán gỗ có chứng chỉ với hình thức là Chứng nhận bảo vệ rừng FSC (Forest Stewardship Council) là chứng nhận được dùng cho các nhà quản lý rừng hay những nhà sản xuất các sản phẩm từ rừng đảm bảo được tiêu chí về phát triển bền vững, cân bằng được các giá trị bảo vệ môi trường (rừng) với lợi ích xã hội của các bên liên quan (nhà sản xuất, xã hội và người dân địa phương). Đây chính là ví dụ của một chương trình chứng nhận thị trường. Bảo vệ một phần đất nhỏ trong một khu rừng lớn hơn cũng có thể có giá trị hạn chế ví dụ như rừng nhiệt đới có thể chết nếu chúng giảm kích thước, vì chúng phụ thuộc vào vi khí hậu ẩm mà chúng tạo ra. Có một bài báo xuất sắc trên tạp chí National Geographic số tháng 10 liên quan đến rừng gỗ đỏ ở California và nỗ lực của họ trong việc duy trì rừng và rừng nhiệt đới. 

## Hiệu quả

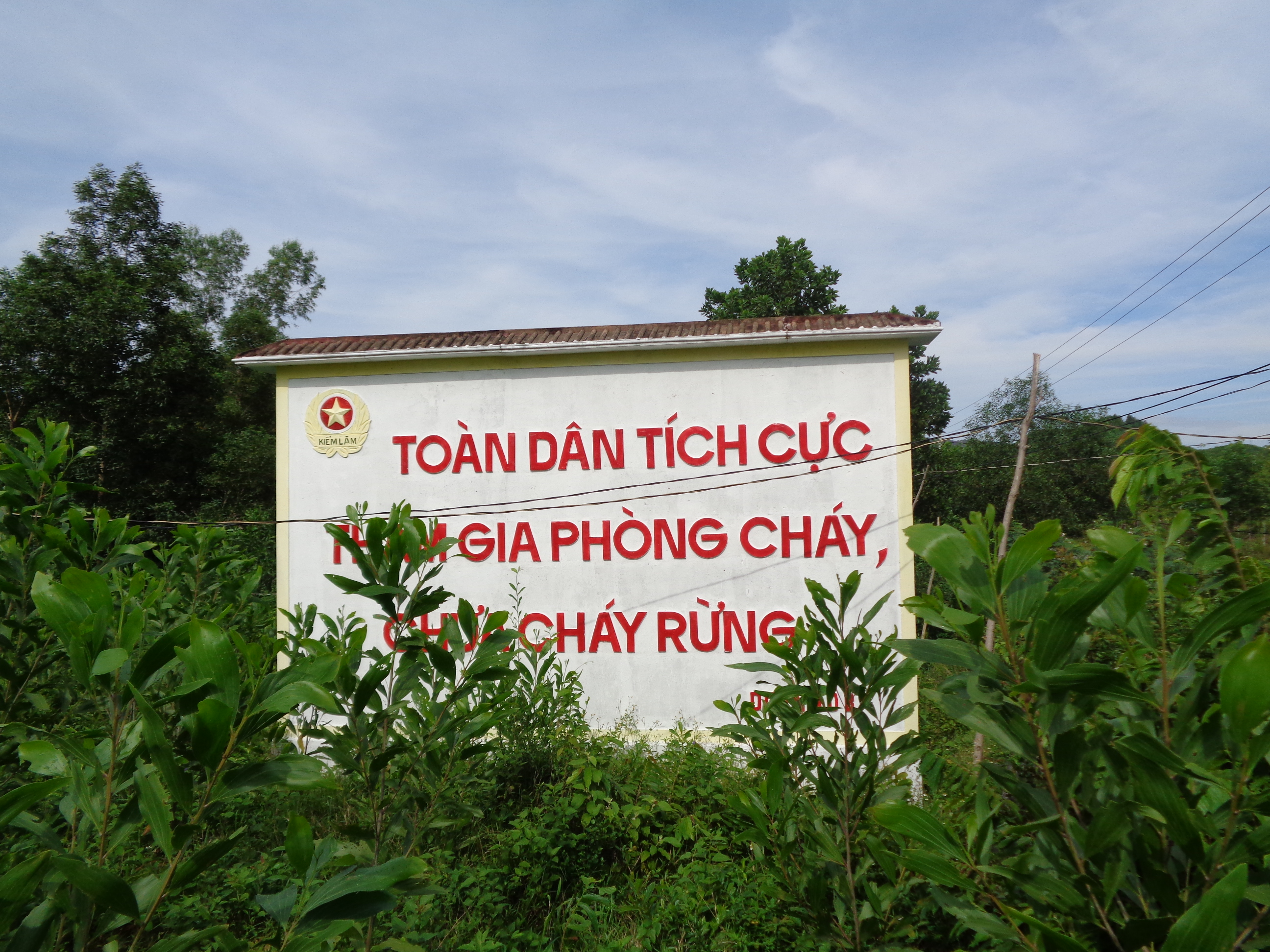
Tuyên truyền bảo vệ rừng ở Việt Nam

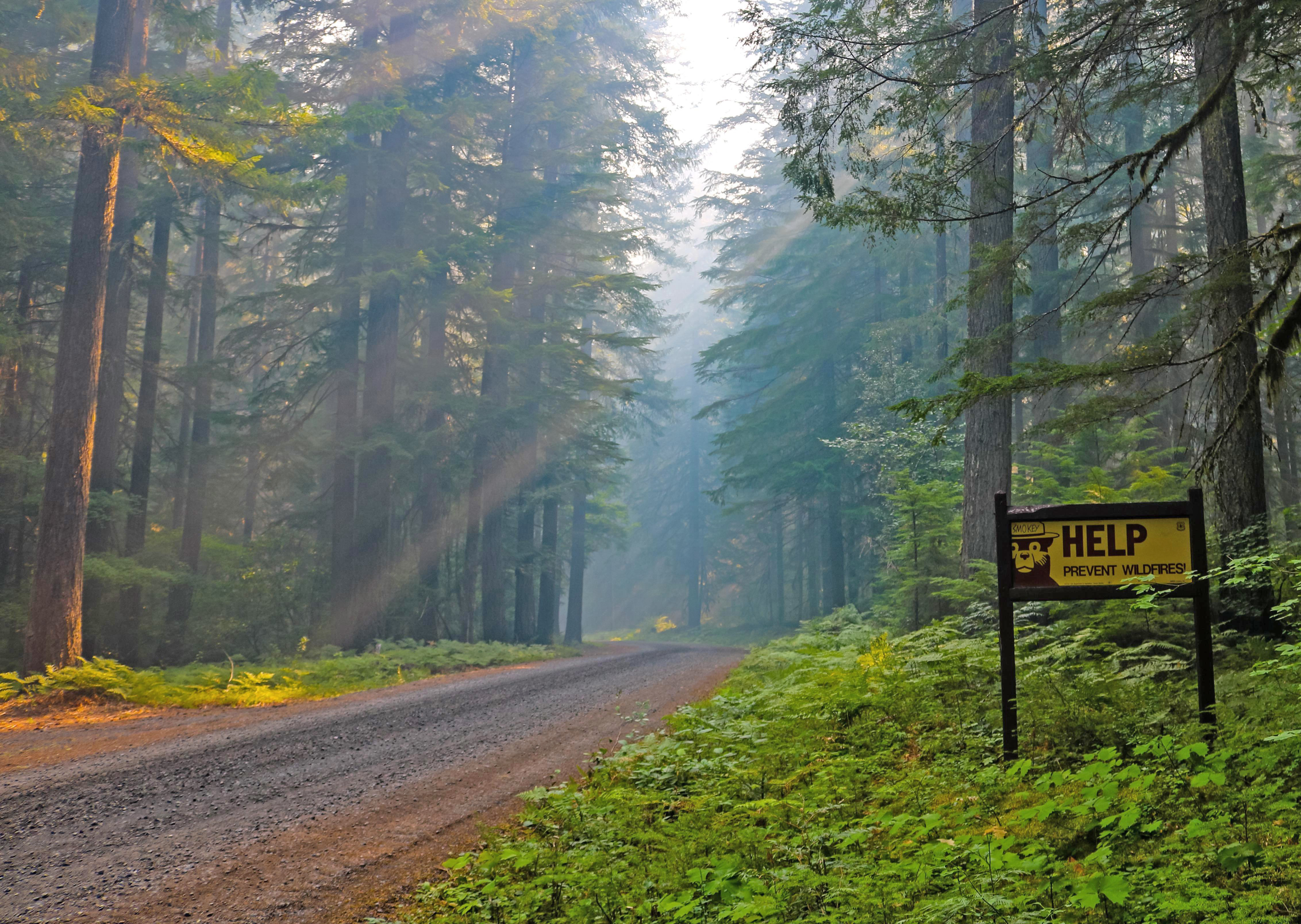
Rừng quốc gia Willamette ở Mỹ

Có nhiều tranh cãi về tính hiệu quả của các phương pháp bảo vệ rừng. Việc thực thi pháp luật liên quan đến đất rừng được mua còn yếu hoặc không tồn tại ở hầu hết các nơi trên thế giới. Ở Nam Mỹ quê hương của cánh rừng nhiệt đới rộng lớn thì công tác này ngày càng nguy hiểm, các quan chức của Brazilian Cơ quan Môi trường Quốc gia (IBAMA) gần đây đã bị bắn khi đang thực hiện nhiệm vụ thường lệ. Ở Việt Nam, công tác bảo vệ rừng được đánh giá là yếu kém, dù chính quyền nước này đã thông qua Luật Bảo vệ và phát triển rừng 2004 nhưng chỉ dừng ở mức hô hào khẩu hiệu, thực tế thì nạn phá rừng ở Việt Nam diễn ra với tốc độ chóng mặt, sự táo tợn của lâm tặc với sự tiếp tay của Kiểm lâm Việt Nam và sự bao che dung dưỡng có tổ chức của các quan chức tham nhũng ở Việt Nam từ trung ương đến địa phương. Ngày 22/5/2025 Việt Nam cùng 139 quốc gia được xếp vào nhóm “rủi ro thấp” về phá rừng, đồng nghĩa với việc chỉ 1% doanh nghiệp Việt xuất hàng sang châu Âu chịu sự kiểm tra nghiêm ngặt. Điều này đã chứng minh năng lực bảo vệ rừng của Việt Nam.
Một hình thức bảo vệ rừng đơn giản là nhà nước hoặc các tổ chức bảo tồn thu hồi đất để bảo đảm đất hoặc để tái trồng rừng/trồng rừng. Nó cũng có thể có nghĩa là quản lý rừng hoặc chỉ định các khu vực như hồ chứa tự nhiên được dự định để lại cho chính họ. Tuy nhiên, việc chỉ mua một mảnh đất không ngăn được việc nó bị người khác sử dụng cho mục đích săn trộm và khai thác gỗ trái phép.
Một cách tốt hơn để bảo vệ rừng, đặc biệt là rừng già ở vùng sâu vùng xa, là lấy một phần rừng để sinh sống và giám sát đất đã mua. Ngay cả ở Hoa Kỳ, những biện pháp này đôi khi không đủ vì hiện tượng đốt phá có thể đốt cháy một khu rừng thành bình địa, để lại những khu vực bị cháy có thể sử dụng vào mục đích khác. Theo nghịch lý bảo vệ rừng các khu vực được bảo vệ như các khu định cư nông thôn gần các khu bảo tồn tăng trưởng với tốc độ gấp đôi so với những nơi khác. IUCN thực hiện các giao thức như vậy để bảo vệ hơn 670 vùng sinh thái với 46% vùng sinh thái có tỷ lệ rừng bảo vệ dưới 10%. Điều đó có nghĩa là những khu vực này không được giám sát như bình thường và biện pháp bảo vệ không được kích hoạt. Xem xét việc bảo vệ rừng trong các khu vực ưu tiên toàn cầu là không đạt yêu cầu. Một ví dụ được đưa ra là mức bảo vệ trung bình là 8,4% tại các điểm nóng đa dạng sinh học. Các kết quả có tính phù hợp về mặt chính sách đối với mục tiêu của Công ước về Đa dạng sinh học, được xác nhận lại vào năm 2008, nhằm bảo tồn một cách hiệu quả "ít nhất 10% mỗi loại rừng trên thế giới".

## Chú thích

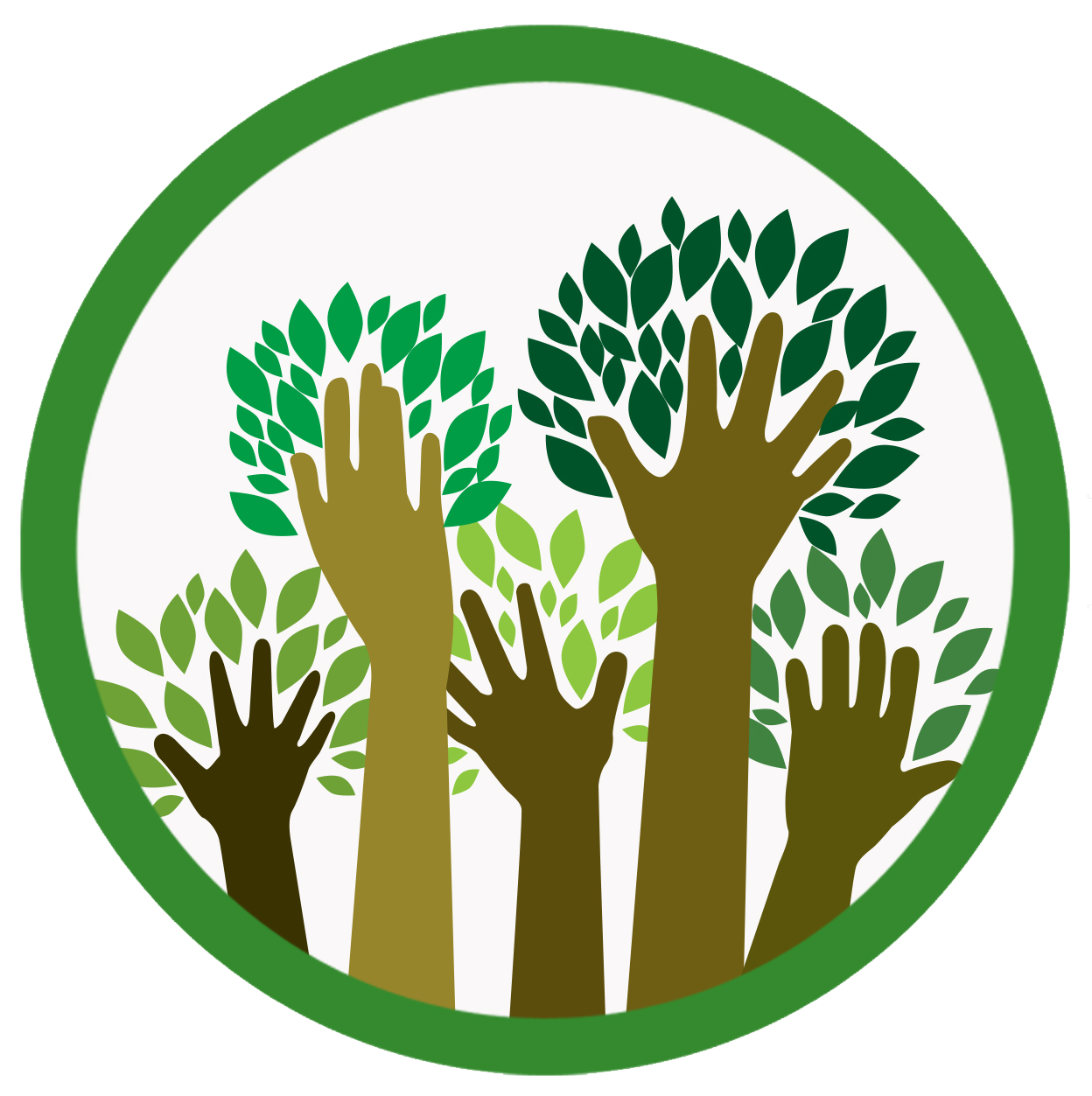
Logo cơ quan quản lý rừng ở Philipines